# Jonkovo
Jonkovo (bulgariska: Йонково) är ett distrikt i Bulgarien.   Det ligger i kommunen Obsjtina Isperich och regionen Razgrad, i den nordöstra delen av landet, 290 km öster om huvudstaden Sofia.
Trakten runt Jonkovo består till största delen av jordbruksmark. Runt Jonkovo är det ganska glesbefolkat, med 32 invånare per kvadratkilometer.